# Антун Радич
Антун Радич (хорв. Antun Radić; нар. 11 червня 1868, Десно-Требар'єво — пом. 10 лютого 1919, Загреб) —
хорватський науковець, літератор, перекладач, публіцист, соціолог, етнограф, поліглот і політик. Засновник хорватської етнографії.

## Життєпис
Народився в селі Десно-Требар'єво в тодішньому Королівстві Хорватії та Славонії, що входило до Австро-Угорщини, в сім'ї бідних селян Ани (уродженої Посилович) та Імбро Радичів восьмим з одинадцятьох дітей. Його рідним братом, який народився в сім'ї дев'ятим, був чільний хорватський політик міжвоєнної доби Степан Радич. Закінчивши народну школу у Мартинській Весі біля Сисака, Антун поїхав у Загреб, де продовжив навчання в класичній гімназії, з якої випустився в 1888 році. Потім вивчав славістику та класичну філологію в Загребському і Віденському універитетах. 1892 року в Загребському університеті здобув ступінь доктора, захистивши дисертацію на тему «Про деякі есхатологічні мотиви в хорватському письменстві» (хорв. O nekim eshatološkijem motivima u hrvatskoj književnosti). З 1892 року вчителював у школах Осієка, Пожеги, Вараждина й Загреба. З 1895 по 1897 рік і з 1917 по 1918 рік був професором Загребської класичної гімназії. Після виборів у Сабор 1897 року на настійну вимогу бана Куена звільнений з посади, оскільки не хотів голосувати за урядового кандидата. З 1897 до 1901 року був редактором «Збірника народного побуту і звичаїв південних слов'ян» (хорв. Zbornik za narodni život i običaje Južnih Slavena). У 1901—1909 роках працював секретарем у Матиці хорватській, бувши одним із засновників і редакторів її часопису «Голос Матиці хорватської». Тривалий час також редагував перше хорватське видання, призначене для селянства — газету «Домівка. Часопис хорватському селянину на розмову та в науку» (хорв. Dom. List hrvatskomu seljaku za razgovor i nauk) (яку заснував 1899 року), чим суттєво вплине на культурний і національно-політичний розвиток хорватського села.
Своїми етнологічними дослідженнями Радич справив потужний вплив на політичну діяльність свого брата Степана. Він наголошував на зв'язку національного визволення з соціальним, застерігаючи, що повної національної свободи неможливо досягти простим усуненням чужого національного гніту. На додачу до фольклору Радич у своїх наукових працях торкався і літературних та історичних тем, а також перекладав твори російських письменників Пушкіна, Гоголя та Толстого тощо.
22 грудня 1904 року Антун і Степан заснували Хорватську народну селянську партію. На хорватських парламентських виборах 1910 року його обрали до хорватського парламенту. За час свого депутатства він активно обстоював реформу місцевого самоврядування та освітньої системи.
1917 року знову влаштувався вчителем у Загребській гімназії Верхнього міста, де працював до самої смерті 10 лютого 1919 року. Похований 12 лютого 1919 року на загребському кладовищі Мирогой.
Після його смерті влада новоствореного Королівства сербів, хорватів і словенців не призначила пенсію його вдові Вілмі Радич, чим залишила її без засобів до існування, і коли та одержала судовий наказ звільнити квартиру через несплату за житло, вона вирушила 6 липня 1919 на могилу свого чоловіка і випила там отруту. У той час багато провідників ХСП зазнавали переслідувань влади або перебували в ув'язненні (Степан Радич запроторений у тюрму без суду на 339 днів, Владко Мачек і Людевіт Кежман провели у в'язниці 9 місяців, Іван Пернар — 3 місяці, а Йосип Предавец — 2 місяці), тому вважалося, що Вілма Радич покінчила життя самогубством на знак протесту проти переслідування партії її покійного чоловіка.
Вважається, що Антун Радич вільно говорив хорватською, латинською, німецькою, французькою, італійською, чеською, болгарською, польською та російською мовами.

## Увічнення
На честь Антуна Радича по всій Хорватії названо багато шкіл, вулиць і площ у містах і селах. 1995 року засновано таку відзнаку Республіки Хорватія, як Орден Даниці хорватської, що поділяється на сім рівноцінних відзнак, сьома з яких зветься «Орден Даниці хорватської з зображенням Антуна Радича», якою нагороджують хорватських та іноземних громадян за особливі заслуги в галузі освіти.

## Доробок
- O nekim eshatološkim motivima u hrvatskoj kniževnosti [Про деякі есхатологічні мотиви в хорватській літературі] / napisao Ante Radić, Tisak Dioničke tiskare, Zagreb, 1893.
- Osnova za sabiranje i proučavanje građe o narodnom životu [Основа для збирання і вивчення матеріалу з народного життя], с. 1.-88., Zbornik za narodni život i običaje Južnih Slavena., knj. 2., Zagreb, 1897. (також відред. книги: № 3, 1898; № 4, 1899; № 5, 1900; № 6, 1901)
- Osnova za sabiranje i proučavanje građe o narodnom životu [Основа для збирання і вивчення матеріалу з народного життя], Tisak Dioničke tiskare, Zagreb 1897. (спеціальний примірник із книги № 2 з «Антології народного побуту і звичаїв південних слов'ян»)
- «Život» t. j. Smrt hrvatskoga preporoda? [«Життя», тобто смерть Хорватського національного відродження], Tisak C. Albrechta, Zagreb, 1899.
- Hrvati i Magjari або Hrvatska politika i «Riečka rezolucija». [Хорвати та угорці або хорватська політика та «Рієцька резолюція»], Napisali Ante Radić i Stjepan Radić, Politička knjižnica H. P. S. S., sv. 1., Zagreb, 1905. (спеціальний примірник: Hrvatska misao)
- Matica Hrvatska, Tiskara i litografija Mile Maravića, Zagreb, 1906. (спеціальний примірник: Hrvatska misao)
- Novinstvo i književnici prema Matici Hrvatskoj. [Преса та письменництво Матиці Хорватській] Knjige Matice Hrvatske za god. 1905., Tiskara i litografija Mile Maravića, Zagreb, 1906. (спеціальний примірник: Hrvatska misao)
- Što je i što hoće Hrvatska pučka seljačka stranka. [Що таке Хорватська селянська партія і чого вона хоче], Ante Radić and Stjepan Radić, Hrvatska pučka seljačka tiskara, Zagreb, 1908.

### Посмертні видання
- Osnova za sabiranje i proučavanje gradje o narodnom životu, 2. izd., JAZU, Zagreb, 1929.
- Kako čovjek postaje čovjek [Як людина стає людиною], Radićeva obrazovna knjižnica, sv. 3, Zagreb, 1930. (2. izd., 1930.)
- Obrisi hrvatske povijesti u starom i srednjem vijeku [Обриси хорватської історії в давнину та середньовіччя], Radićeva obrazovna knjižnica, sv. 7, Zagreb, 1930. (2. izd., 1930.)
- Obrisi hrvatske povijesti u novom vijeku [Обриси хорватської історії в новий час], Radićeva obrazovna knjižnica, sv. 8, Zagreb, 1930.
- Sabrana djela dra Antuna Radića [Зібрання творів д-ра Антуна Радича], knj. I—XIX, Zagreb, 1936. — 1939.
- Što si Hrvat ili Srbin: odabrano iz spisa Antuna Radića [Хто ти хорват чи серб: вибране з доробку Антуна Радича], Biblioteka Gospodarski pogledi dr. Antuna Radića, ur. Ante Miljak, knj. 1, Ljudevit, Vinkovci, 1990.
- Osnova za sabiranje i proučavanje građe o narodnom životu [Основа для збирання та вивчення матеріалу з народного життя], Dom i svijet, Zagreb, 1997. (передмова Андре Мохоровичича)